# Egentlige ræve
De egentlige ræve (Vulpes) er en slægt af ræve i hundefamilien.
Der er 12 arter af egentlige ræve:
- Rød ræv, Vulpes vulpes[1]
- Indisk ræv, Vulpes bengalensis
- Blanfords ræv, Vulpes cana
- Kama, Vulpes chama
- Korsakræv, Vulpes corsac
- Tibetansk ræv, Vulpes ferrilata
- Kitræv, Vulpes macrotis
- Bleg ræv, Vulpes pallida
- Sandræv, Vulpes rueppelli
- Swiftfox, Vulpes velox

- Fennek, Vulpes zerda[2]
- Polarræv, Vulpes lagopus[3]